# Sidonius
Sidonius (* dans la région Rhône - Loire, † après 580 ) était évêque de Mayence.  Sidonius est issu d'une famille noble de l'Aquitaine. 

## Vie
Quand exactement Sidonius est devenu évêque n'est pas connu. En 566, cependant, il était l'hôte de Venantius Fortunatus qui immortalisa plus tard Sidonius en vers.  Il en ressort que Sidonius était probablement à cette époque, peut-être depuis 565, évêque du diocèse de Mayence. Ces traditions sont pratiquement le seul témoignage du premier Franconien important sur la chaise épiscopale de Mayence.  
Peu de temps auparavant, Mayence était entrée sur le territoire des rois franconiens de la ligne mérovingienne par l'occupation franconienne (en allemand : fränkische Landnahme) dont le plus important représentant, Clovis I, fut baptisé vers 498 et devint ainsi patron de l'Église catholique romaine en Franconie. Lorsque ses successeurs Thierry Ier et Thibert Ier prenaient en charge la tâche importante d'appliquer les décisions du Conseil impérial clodwigien de 511 et d'organiser l'Église en Franconie, ils occupaient d'importants sièges d'évêques de préférence avec des religieux aquitains comme Sidonius.
À Mayence, Sidonius créait les conditions pour la montée ultérieure du diocèse de Mayence à l'archevêché et capitale de la plus grande association métropolitaine.
Il faisait construire une nouvelle cathédrale (église Saint-Jean) et d'autres nouveaux édifices religieux et encourageait la connaissance du culte chrétien et de la foi chrétienne, comme la définition de chemins de procession qui duraient jusqu'à la fin du Moyen Âge. Le patronage des nouvelles églises qui lui sont attribuées rappelle ses origines aquitaines : Theonest, Martin de Tours, Hilarius de Poitiers. Selon l'état actuel de la recherche, l'église épiscopale franco-chrétienne primitive de Saint-Martin peut être assimilée à la Marienkirche (aujourd'hui St. Johannis) en tant qu'église catéchumène ce qui ne peut cependant pas encore être saisie archéologiquement. 
Sidonius était par le soutien royal en fait le seigneur de la ville de Mayence et en tant que tel, il encourageait l'économie, construisait une fortification du Rhin et s'occupait des pauvres.